# District de Polgárdi
Le district de Polgárdi (en hongrois : Polgárdi járás) était un des 10 districts du comitat de Fejér en Hongrie. Créé en 2013, il comptait 19 938 habitants et rassemblait 9 localités : 8 communes et une seule ville, Polgárdi, son chef-lieu.
Il est supprimé depuis le 1er janvier 2015, et ses communes sont réparties entre les districts d'Enying et de Székesfehérvár.

## Localités
- Füle
- Jenő
- Kisláng
- Kőszárhegy
- Mezőszentgyörgy
- Mátyásdomb
- Nádasdladány
- Polgárdi